# Clarence Edmundson
Clarence Sinclair „Hec” Edmundson (ur. 3 sierpnia 1886 w Moscow, zm. 6 sierpnia 1964 w Seattle) – amerykański lekkoatleta specjalizujący się w biegach sprinterskich i średniodystansowych, olimpijczyk, trener koszykówki.
Uczestniczył w rywalizacji na V Igrzyskach olimpijskich rozgrywanych w Sztokholmie w 1912 roku. Startował tam w dwóch konkurencjach lekkoatletycznych. W biegu na 400 metrów odpadł w fazie półfinałowej, a w biegu na 800 metrów zajął w finale siódme miejsce.
Jako trener zajmował się drużyną Uniwersytetu Idaho i Uniwersytetu stanu Waszyngton.
Rekordy życiowe: 400 metrów – 50.2 (1912); 880 jardów – 1:55.2 (1909).